# Danimarca ai XXII Giochi olimpici invernali
La Danimarca ha partecipato ai XXII Giochi olimpici invernali, che si sono svolti dal 7 al 23 febbraio a Soči in Russia, con una delegazione composta da 12 atleti.

## Curling

### Torneo Maschile
Convocati:
- Rasmus Stjerne
- Mikkel Adrup Poulsen
- Johnny Frederiksen
- Troels Harry
- Lars Vilandt

### Torneo Femminile
Convocati:
- Lene Nielsen
- Helle Nordfred Simonsen
- Jeanne Ellegaard
- Maria Poulsen
- Mette de Neergaard